# Halowe Mistrzostwa Świata w Lekkoatletyce 2004 – bieg na 1500 m mężczyzn
Bieg na 1500 m mężczyzn – jedna z konkurencji rozgrywanych podczas halowych mistrzostw świata w lekkoatletyce w 2004. Eliminacje odbyły się 6 marca, a finał został rozegrany 7 marca.
Do eliminacji zgłoszonych zostało 23 zawodników z 16 państw.
Zawody w tej konkurencji wygrał reprezentant Kenii Paul Korir. Drugą pozycję zajął zawodnik z Ukrainy Iwan Heszko, trzecią zaś reprezentujący kraj triumfatora Laban Rotich.

## Wyniki

### Eliminacje
Źródło: 
Bieg 1
| Miejsce | Zawodnik            | Państwo           | Wynik   | Uwagi |
| ------- | ------------------- | ----------------- | ------- | ----- |
| 1.      | Laban Rotich        | Kenia             | 3:41,66 |       |
| 2.      | Michael East        | Wielka Brytania   | 3:41,86 |       |
| 3.      | Michal Šneberger    | Czechy            | 3:42,11 |       |
| 4.      | Juan Carlos Higuero | Hiszpania         | 3:42,25 |       |
| 5.      | Marko Koers         | Holandia          | 3:42,53 |       |
| 6.      | Hudson de Souza     | Brazylia          | 3:43,24 | SB    |
| 7.      | António Travassos   | Portugalia        | 3:46,19 |       |
| 8.      | James Nolan         | Irlandia          | 3:47,27 | SB    |
| 9.      | Monder Rizki        | Belgia            | 3:49,88 |       |
| 10.     | Charlie Gruber      | Stany Zjednoczone | 3:50,29 |       |
| 11.     | Ricardo Etheridge   | Portoryko         | 3:57,07 | PB    |
| –       | Abdul Qadir Haszlaf | Maroko            | DSQ     |       |

Bieg 2
| Miejsce | Zawodnik             | Państwo           | Wynik   | Uwagi |
| ------- | -------------------- | ----------------- | ------- | ----- |
| 1.      | Iwan Heszko          | Ukraina           | 3:39,93 |       |
| 2.      | James Thie           | Wielka Brytania   | 3:40,68 |       |
| 3.      | José Antonio Redolat | Hiszpania         | 3:40,70 |       |
| 4.      | Paul Korir           | Kenia             | 3:40,75 |       |
| 5.      | Mirosław Formela     | Polska            | 3:41,22 |       |
| 6.      | Yousef Baba          | Maroko            | 3:41,25 |       |
| 7.      | Rob Myers            | Stany Zjednoczone | 3:43,73 |       |
| 8.      | João Pires           | Portugalia        | 3:45,48 |       |
| 9.      | Tim Clerbout         | Belgia            | 3:45,81 |       |
| 10.     | Dmitrij Onufrijenko  | Rosja             | 3:47,97 |       |
| 11.     | Jean-Marc Léandro    | Gabon             | 3:56,15 | SB    |

### Finał
Źródło: 
| Miejsce | Zawodnik             | Państwo         | Wynik   | Uwagi |
| ------- | -------------------- | --------------- | ------- | ----- |
| 01 !    | Paul Korir           | Kenia           | 3:52,31 |       |
| 02 !    | Iwan Heszko          | Ukraina         | 3:52,34 |       |
| 03 !    | Laban Rotich         | Kenia           | 3:52,93 |       |
| 4.      | James Thie           | Wielka Brytania | 3:53,36 |       |
| 5.      | Mirosław Formela     | Polska          | 3:53,70 |       |
| 6.      | José Antonio Redolat | Hiszpania       | 3:56,55 |       |
| 7.      | Yousef Baba          | Maroko          | 3:57,79 |       |
| –       | Michael East         | Wielka Brytania | DSQ     |       |
| –       | Abdul Qadir Haszlaf  | Maroko          | DSQ     |       |